# Serie A1 1947
Die Saison 1947 war die 14. Spielzeit der Serie A, der höchsten italienischen Eishockeyspielklasse. Meister wurde zum insgesamt neunten Mal in der Vereinsgeschichte der Hockey Club Milano.
Insgesamt nahmen elf Mannschaften teil. Der HC Milano, HC Diavoli Rossoneri Milano und die SG Cortina waren direkt für die Serie A qualifiziert, während die anderen acht Teams (HC Alleghe, Bozen, SG Cortina II, HC Diavoli Rossoneri II, HC Meran, HC Milano II, HC Misurina und der HC Ortisei) für die die Teilnahme an der Serie B in zwei Gruppen eingeteilt wurden. Dem Sieger der Serie B – der Mannschaft Misurina – qualifizierte sich für die Serie A.

## Qualifikation
Die beiden Gruppensieger der Serie B spielten um die Teilnahme an der Serie A.
| 26. Januar 1947 | HC Misurina | 3:2 | HC Milano II | Cortina d’Ampezzo |

## Serie A

### Halbfinale
| 9. Februar 1947 | HC Diavoli Rossoneri Milano | 13:2 | HC Misurina | Palazzo del Ghiaccio di Milano, Mailand |

| 9. Februar 1947 | Hockey Club Milano |  | SG Cortina | Palazzo del Ghiaccio di Milano, Mailand |

### Spiel um Platz 3
| 10. Februar 1947 | SG Cortina | 7:3 (2:1, 3:2, 2:0) | HC Misurina | Palazzo del Ghiaccio di Milano, Mailand |

### Finale
| 10. Februar 1947 | Hockey Club Milano Aldo Federici (8.) Umberto Gerli (35.) | 2:1 (1:1, 1:0, 0:0) | HC Diavoli Rossoneri Milano Giancarlo Bucchetti (16.) | Palazzo del Ghiaccio di Milano, Mailand |

## Meistermannschaft
Giancarlo Bulgheroni – Ignazio Dionisi – Arnaldo Fabris – Vincenzo Fardella – Aldo Federici – Umberto Gerli – Costanzo Mongini – Franco Rossi – Luigi Venosta – Giancarlo Bassi